# Stephend
Stephend, parfois nommée Stephend Pagliaro, est une chanteuse française. 

## Biographie
Après plusieurs années de carrière, Stephend sort en 1994 deux singles et un album, tous passés inaperçus. L'album se voit alors retiré de la vente car c'est un échec commercial. Elle fait la première partie du spectacle de Michel Sardou à l'Olympia en 1995 et tient son premier spectacle la même année.
Elle est nommée en 1996 à la onzième cérémonie des Victoires de la musique dans la catégorie révélation féminine de l'année face à Axelle Renoir — que d'aucuns trouvent « prometteuse » — et à Ophélie Winter, qualifiée de favorite par Le Parisien. Stephend interprète lors de la cérémonie Tu vis encore, une adaptation de The Show Must Go On du groupe Queen.
Stephend, pratiquement inconnue, décroche le trophée à l'issue d'un vote par correspondance de membres de la profession. C'est la stupéfaction parmi le public, le discours de remerciement de la chanteuse est couvert par les huées de la salle. Ceci entraîne une polémique car les activités de Stephend restent confidentielles.
Il est rendu public par la suite que le producteur de la chanteuse, Denys Limon, est l'associé de Claude Fléouter, producteur exécutif de la cérémonie des Victoires de la musique, créée 11 ans plus tôt à l'initiative des deux hommes et de Pascale Tardy. Claude Fléouter tentera de s'expliquer en déclarant avoir voulu disqualifier Stephend entre les deux tours du votes. Trois procès s'ensuivent.
La carrière de Stephend souffre de cette polémique. Elle déclare subir un « préjudice moral et […] artistique ». Elle décide alors de poursuivre ses activités d'auteur-compositeur-interprète avec un autre producteur, se produisant dans des salles sans vraiment bénéficier d'échos médiatiques. 
Elle s'est établie au Québec en 2003. Elle est la compagne du Québécois Michel Pagliaro, le "Johnny Hallyday québécois" qu'elle a accompagné lors de concerts et dont elle a aussi parfois fait la première partie. Elle apparaît sur l'un de ses DVD live en 2005. La même année, son spectacle Live sur Terre est gravé sur CD.
Elle est par ailleurs animatrice d'une émission de radio à Montréal où elle présente de nouveaux talents
En 2007 elle change de registre pour des sonorités plus rock et se fait accompagner de nouveaux musiciens "les enfants terribles",.